# Drepanogynis discolor
Drepanogynis discolor är en fjärilsart som beskrevs av Claude Herbulot 1956. Drepanogynis discolor ingår i släktet Drepanogynis och familjen mätare. Inga underarter finns listade i Catalogue of Life.